# بلاگووشچنسک، باشقیرستان
شهر بلاگووشچنسک، باشقیرستان (به روسی: Благовещенск) در کشور روسیه و در جمهوری باشقیرستان واقع شده‌است.